# 庫里利夫卡 (蘇梅區)
50°33′10″N 34°43′9″E / 50.55278°N 34.71917°E
庫里利夫卡（烏克蘭語：Курилівка）是位於烏克蘭東北部的村莊，由蘇梅州蘇梅區的列别金市镇負責管轄。該村處於維利尚卡河畔，距離維利尚卡1公里，海拔高度143米，2001年人口109。